# Скупова
Скупова — гора в Украинских Карпатах, в массиве Гринявы. Расположена в пределах Верховинского района Ивано-Франковской области, восточнее с. Зелёное и западнее с. Яблоница
Высота 1579,3 м (по другим данным — 1580 м). Подножие и склоны горы покрыты лесами, выше — полонины. Склоны крутые, только северный склон полого переходит в хребет, простирающийся на северо-запад к горе Ростоцкая (1513,7 м).
С вершины Скупова открывается великолепная панорама окружающих гор: на юге хребет воздушная, по которому виднеются горы массива Чивчины, на западе и северо-западе — массив Черногора, на севере — хребты Покутско-буковинских Карпат.
На запад и юго-запад от горы, на склонах близлежащих вершин, есть группы живописных скал, среди которых особенно интересны скалы Венгерский Камень.
Ближайшие населённые пункты: Зелёное, Яблоница.